# 片山右京
片山右京（1963年5月29日—）是日本賽車手，主攻一級方程式賽車。他參加了97場大獎賽，於1992年3月1日首次亮相，他在1994年取得5分積分。
他還參加了1999年勒芒24小時耐力賽。

## 興趣
片山右京是登山愛好者。
2001年，他登上世界第六高山卓奧友峰。2006年12月1日，他已經征服一生攀登的目標馬納斯盧峰。
2009年12月18日，他與兩個朋友攀登富士山時失踪。最終，片山右京自行下山，而其他登山者則死亡。
截至2010年年底，片山右京登上五座七大洲最高峰：勃朗峰（1996年），乞力馬扎羅山（1998），厄爾布魯士山（1998），麥金萊山（2008年），阿空加瓜山（2009年）和文森峰（2010）。